# Parafia św. Anny we Wrocławiu-Praczach Odrzańskich
Parafia Świętej Anny we Wrocławiu-Praczach Odrzańskich znajduje się w dekanacie Wrocław zachód (Leśnica) w archidiecezji wrocławskiej. Jej proboszczem jest ks. Zdzisław Syposz. Obsługiwana przez księży archidiecezjalnych. Erygowana w 1948. Mieści się przy ulicy Brodzkiej.

## Zasięg parafii
Parafia obejmuje ulice: Brodzka (nr. 131-208), Chwałkowska, Cukiernicza, Główna (nr. 3-102), Gryczana, Imbirowa, Janowska, Jaglana, Jodłowicka, Karczemna, Karpnicka, Lubelska, Łomnicka, Osmańczyka, Piekarska, Piwowarska, Polonii Wrocławskiej, Pracka, Stabłowicka (nr. 109-164), Starobielawska, Towarowa, Urodzajna, Włókniarzy, Zbożowa.